# アニバーサリーコレクション
『アニバーサリーコレクション』は、コナミデジタルエンタテインメントのオムニバスシリーズの作品群であり、既存の旧作品ゲームの移植集である。
コナミグループ創業50周年作品の一環として、Nintendo Switch、PlayStation 4、Xbox One、PC（Steam）向けに2019年4月18日配信開始の『アーケードクラシックス』を皮切りに『悪魔城ドラキュラ』『魂斗羅』の3作が発売された。
コナミ50周年記念のアニバーサリーコレクションシリーズではないが、2021年9月24日に配信開始された『Castlevania Advance Collection』、2024年8月28日に配信開始された『Castlevania Dominus Collection』、2025年8月7日に発売予定の『グラディウス オリジン コレクション』についても併記する。

## アーケードクラシックス アニバーサリーコレクション
- 2019年4月18日発売。
- 1980年代を中心に、コナミの人気を博したアーケードゲーム作品を8タイトル収録（『ライフフォース』の国内版は未収録）。
- 収録タイトルはハムスター[注 1]が展開しているアーケードアーカイブス配信タイトルのうち、コナミがライセンス提供しているものと重複する[注 2]。ただし、アーケードアーカイブスの各タイトル単独販売版とは異なり、タイトルごとのバージョン変更はできず、各タイトル毎収録バージョンは1種類のみとなっている。
  - 悪魔城ドラキュラ（1988年 横スクロールアクション）
  - A-JAX（1987年 縦,3Dシューティング）
  - グラディウス（1985年 横スクロールシューティング）
  - グラディウスII -GOFERの野望-（1988年 横スクロールシューティング）
  - 沙羅曼蛇（1986年 縦横スクロールシューティング）
  - サンダークロス（1988年 横スクロールシューティング）
  - ツインビー（1985年 縦スクロールシューティング）
  - スクランブル（1981年 横スクロールシューティング）

- また、アップデートにより、以下のタイトルがボーナスコンテンツとして追加された。
  - NEMESIS（1985年 『グラディウス』の英語版）
  - LIFE FORCE（1986年 『沙羅曼蛇』の英語版）
  - TYPHOON（1987年 『A-JAX』の英語版）
  - HAUNTED CASTLE（1988年 『悪魔城ドラキュラ』の英語版）
  - VULCAN VENTURE（1988年 『グラディウスII GOFERの野望』の英語版）
  - THUNDER CROSS（1988年 『サンダークロス』の英語版）

### ゲームモード
セーブ&ロード
プレイデータをその場で保存し、セーブした時点からの再開が可能。ただし保存できるファイルは1作に1つのみ。
ゲーム設定
基本的に変更できるのは「自機の数」と「難易度レベル」だが、悪魔城ドラキュラのみ「ダメージ量レベル」がある。
ディスプレイ設定
弱と強の「スキャンライン」、オリジナルと縦画面のみ広くなるワイド、画面をいっぱいまで広げるフルの3種類の「サイズ」と、何もないOFFとサイバーパンクのAとメタリックのBの3種類の「壁紙」とボタン表示を任意に切り替える「ボタンガイド」が存在する。アップデートにより縦画面のゲームのみ対応した「画面の向き」が追加された。
ボタン設定
キーコンフィグができるほか、連射も選べるようになる。

## 悪魔城ドラキュラ アニバーサリーコレクション
- 2019年5月16日発売。
- 上記のアーケード版を除く家庭用ゲーム機のオリジナル作品から収録されている（『ドラキュラII 呪いの封印』の日本版は未収録）。
  - Castlevania II Simon's Quest（1988年 NES）[注 3]
  - ドラキュラ伝説（1989年 ゲームボーイ）
  - 悪魔城伝説（1989年 ファミリーコンピュータ）
  - 悪魔城すぺしゃる ぼくドラキュラくん（1990年 ファミリーコンピュータ）
  - ドラキュラ伝説II（1991年 ゲームボーイ）
  - 悪魔城ドラキュラ (スーパーファミコン版)（1991年 スーパーファミコン）
  - 悪魔城ドラキュラ（1993年 ファミリーコンピュータ）[注 4]
  - VAMPIRE KILLER（1994年 メガドライブ）

- また、アップデートにより、以下のタイトルがボーナスコンテンツとして追加された。
  - Castlevania（1987年 NES 『悪魔城ドラキュラ』の英語版）
  - Castlevania III Dracula's Curse（1990年 NES 『悪魔城伝説』の英語版）
  - Super Castlevania IV（1991年 SNES 『悪魔城ドラキュラ (スーパーファミコン版)』の英語版）
  - Castlevania The Adventure（1989年 GB 『ドラキュラ伝説』の英語版）
  - Castlevania II Belmont's Revenge（1991年 GB 『ドラキュラ伝説II』の英語版）
  - Castlevania Bloodlines（1994年 GENESIS 『VAMPIRE KILLER』の英語版[注 5]）
  - Kid Dracula（初収録[注 6]『悪魔城すぺしゃる ぼくドラキュラくん』の英語版）

## 魂斗羅 アニバーサリーコレクション
- 2019年6月12日発売
  - 魂斗羅（1987年 アーケード）
  - SUPER魂斗羅 エイリアンの逆襲（1988年 アーケード）
  - 魂斗羅（1988年 ファミリーコンピュータ）
  - CONTRA（1988年 NES）[注 7]
  - SUPER魂斗羅（1990年 ファミリーコンピュータ）
  - 魂斗羅スピリッツ（1992年 スーパーファミコン）
  - SUPER PROBOTECTOR ALIEN REBELS（1992年 SNES）[注 8]
  - コントラ（1991年 ゲームボーイ）
  - 魂斗羅ザ・ハードコア（1994年 メガドライブ）
  - PROBOTECTOR（1994年 Mega Drive）[注 9]
- また、アップデートにより、以下のタイトルがボーナスコンテンツとして追加された。
  - Contra（1987年 AC 『魂斗羅』の英語版）
  - Super Contra（1988年 AC 『SUPER魂斗羅 エイリアンの逆襲』の英語版）
  - Super C（1990年 NES 『SUPER魂斗羅』の英語版）
  - Contra III:The Alien Wars（1992年 SNES 『魂斗羅スピリッツ』の英語版）
  - Operation C（1991年 GB 『コントラ』の英語版）
  - Contra:Hard Corps（1994年 GENESIS 『魂斗羅ザ・ハードコア』の英語版）

## Castlevania Advance Collection
- 2021年9月24日発売。
- 上記の『アニバーサリーコレクション』に収録された作品を除く、家庭用ゲーム機のうち4作を収録している。それぞれの作品全てに日本版、欧州版、北米版が収録されている。
  - 悪魔城ドラキュラ サークル オブ ザ ムーン（2001年 ゲームボーイアドバンス）
  - 悪魔城ドラキュラ 白夜の協奏曲（2002年 ゲームボーイアドバンス）
  - 悪魔城ドラキュラ 〜暁月の円舞曲〜（2003年 ゲームボーイアドバンス）
  - 悪魔城ドラキュラXX（1995年 スーパーファミコン）

### ゲームモード（Advance Collection）
セーブ&ロード
プレイデータをその場で保存し、セーブした時点からの再開が可能。保存スロット数はゲームごとに10個。
巻き戻し機能
現在のゲームのプレイを一定時間巻き戻すことができる機能。
リプレイ機能
ゲームのプレイを保存し、リプレイ再生する機能。
図鑑モード
『サークル オブ ザ ムーン』『白夜の協奏曲』『暁月の円舞曲』の敵キャラクターや装備、各作品独自のシステムの内容を閲覧できるモード。

### 開発（Advance Collection）
プロデューサーの谷口勲らがキャッスルヴァニアシリーズの移植版を考えたのは2020年半ばごろであり、「探索型アクションは好きだが、キャッスルヴァニアは未プレイ」という声を聴いたことがきっかけだった。
今（2021年時点）遊びにくい作品であることと、探索型キャッスルヴァニアの決定版という基準で、剪定した結果、ゲームボーイアドバンス用ソフト『悪魔城ドラキュラ サークルオブザムーン』、『キャッスルヴァニア 白夜の協奏曲』、『キャッスルヴァニア 暁月の円舞曲』と、スーパーファミコン用ソフト『悪魔城ドラキュラXX』の合計4つが選ばれた。『悪魔城ドラキュラXX』はサプライズという位置づけであり、GBAの3本とは異なるプレイ感覚が選定理由となった。
2020年の夏に制作が決定してから2021年9月24日に発売するというスケジュールはタイトであり、谷口は駆け抜けるような感じだったと「GAMERZONE」とのインタビューの中で述懐している。

## Castlevania Dominus Collection
- 2024年8月28日発売。「Dominus」（ドミナス）は『悪魔城ドラキュラ 奪われた刻印』に登場する用語[3]。
- ニンテンドーDSで発売された3タイトル、アーケードゲーム1タイトルおよびそのアレンジ版を収録している。それぞれの作品全てに日本版、欧州版、北米版が収録されている（『奪われた刻印』のみ韓国版も収録）。
- ニンテンドーDS初出の3タイトルは上下2画面だったものを再配置しており、デフォルトではメイン画面（下画面）を左側に、サブ画面（上画面）で切替表示だったマップとステータスを右側に同時表示している。タッチパネル操作も簡易的に対応し、『蒼月の十字架』の「魔封陣システム」はコントローラーのボタン操作に変更されている[3]。
  - 悪魔城ドラキュラ 蒼月の十字架（2005年 ニンテンドーDS）
  - 悪魔城ドラキュラ ギャラリー オブ ラビリンス（2006年 ニンテンドーDS）
  - 悪魔城ドラキュラ 奪われた刻印（2008年 ニンテンドーDS）
  - 悪魔城ドラキュラ（1988年 アーケード）
  - 悪魔城ドラキュラ Revisited（新作 上記のアーケード版のアレンジ）

## グラディウス オリジン コレクション
- 2025年8月7日発売。
- アーケードで稼働した6タイトル、完全新規タイトルの『沙羅曼蛇III』の計7タイトルを収録。また、バージョン違いも収録されている[4]。
  - グラディウス（1985年）
  - グラディウスII -GOFERの野望-（1988年）
  - グラディウスIII -伝説から神話へ-（1989年）
  - 沙羅曼蛇（1986年）
  - ライフフォース（1987年）
  - 沙羅曼蛇2（1996年）
  - 沙羅曼蛇III（新作）

### 開発（グラディウス オリジン コレクション）
コナミの上野亮作は、2017年ごろからグラディウスの名を冠した新作を作りたいと考えており、2025年はグラディウスシリーズがアーケードに登場してから40年になることから、できれば新作を作りたいと思い、「PCエンジン mini」収録作品の移植や『Castlevania Advance Collection』の実績を持つM2に相談した。一方、M2もコナミ宛てに企画書を提出してきたが、グラディウス関連の企画はこれまで通ったことがなかったため、先方から申しだされた時は驚いたとM2代表の堀井直樹は述懐している。こうして、グラディウスシリーズの移植企画が実現した。
当初は、『アーケードクラシックス アニバーサリーコレクション』（2019年発売）と差をつける観点から、家庭用ゲーム機向けに発売された作品のみを収録する予定だった。ところが、M2と話し合いを進める中で、アーケード版に準拠した『グラディウス』でも、過去作よりもサポート機能が充実した作品を作れる可能性が浮上した。コナミ社内での後押しもあり、アーケード版の収録に変更された。
M2は技術的に収録可能なバージョンは可能な限り収録するという方針を取っており、収録バージョンが増えたのはそのためである。また、『グラディウスIII -伝説から神話へ-』はAMショーで出展されたバージョン（以下：AMショー版）も収録された。このバージョンの収録を提言したのは当時若手だった東海斗というプログラマーだった。
なお、『グラディウスIV -復活-』については、ポリゴンを採用した基板であるがゆえにM2にとって移植しづらいものだったことに加え、過去に発売された他機種版よりも高い完成度にする必要があったため、収録対象からはずされた。

### 沙羅曼蛇III
「1998年に沙羅曼蛇の続編が作られていたら」というコンセプトで開発された作品。